# The Dream of Gerontius

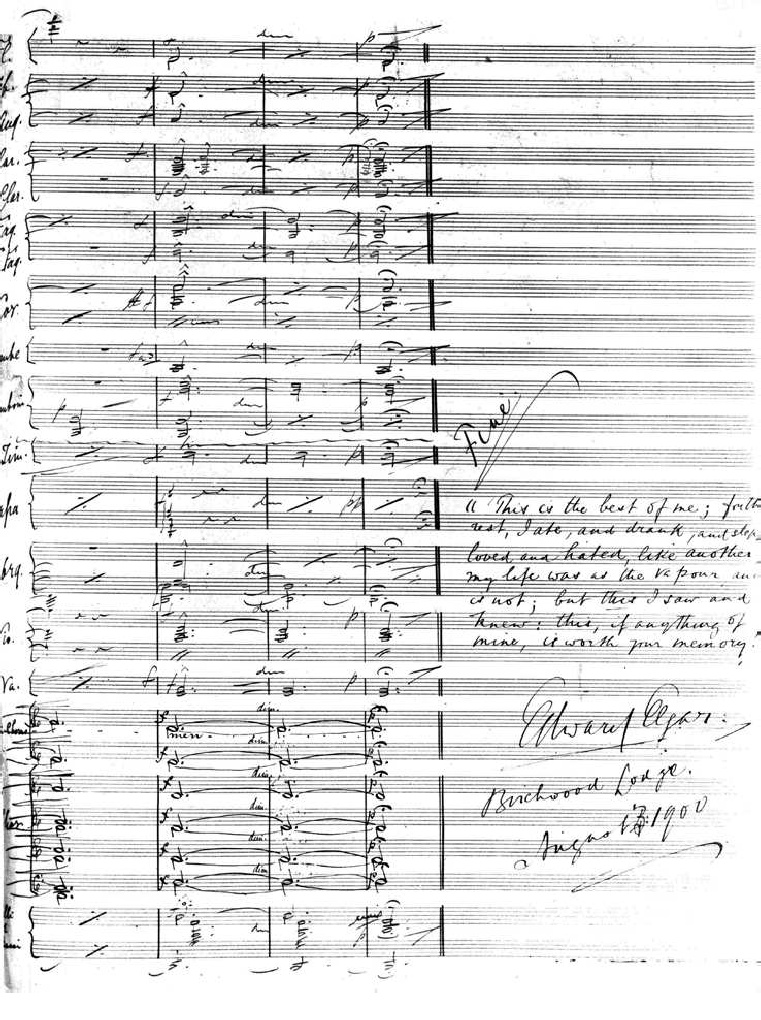
Edward Elgar, letztes Blatt der autographen Gerontius-Partitur (August 1900) mit John-Ruskin-Zitat: “This is the best of me; for the rest, I ate, and drank, and slept, loved and hated, like another; my life was as the vapour and is not; but this I saw and knew: this, if anything of mine, is worth your memory”.

The Dream of Gerontius (deutsch: „Der Traum des Gerontius“) ist der Titel eines Oratoriums von Edward Elgar, das 1900 uraufgeführt wurde. Das als op. 38 veröffentlichte Werk zählt zu den wichtigsten Werken des englischen Komponisten und genießt insbesondere in seiner Heimat große Popularität.

## Entstehung

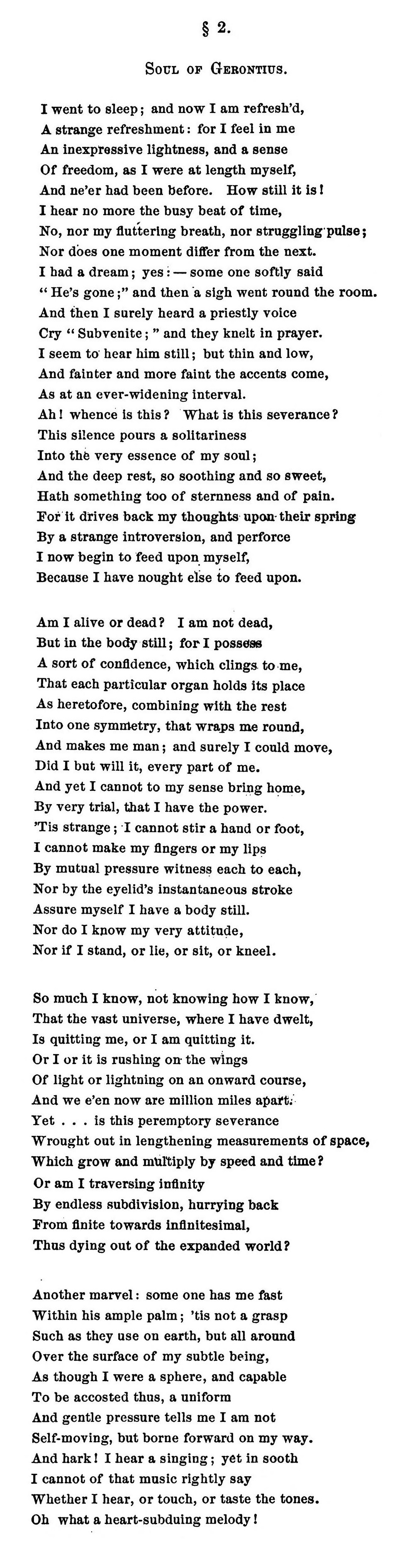
John Henry Newman: The Dream of Gerontius, Beginn des zweiten Teils

Edward Elgar war bereits in den 1890er-Jahren als Komponist größerer Vokalwerke hervorgetreten (u. a. der Kantate The Black Knight, 1893, des Oratoriums Lux Christi, 1896, und der Kantate Caractacus, 1898). Dank seiner zunehmenden Reputation wurde er 1898 mit einem großangelegten Werk für das 1900 stattfindende Birmingham Triennial Music Festival beauftragt. Mit der Komposition begann Elgar im Herbst 1899 (zuvor noch mit anderen Werken beschäftigt, etwa den 1899 vollendeten Enigma Variations), wobei er auf eine ihm selbst seit den 1880er-Jahren bekannte literarische Vorlage zurückgriff. Diese ist ein fast 900 Zeilen umfassendes, 1865 veröffentlichtes Gedicht des 2010 seliggesprochenen und 2019 heiliggesprochenen englischen Konvertiten und Kardinals John Henry Newman (1801–1890). Die Komposition Elgars (in engem brieflichem Kontakt zu seinem Freund August Jaeger, dem deutschstämmigen Lektor des Londoner Musikverlages Novello stehend, der ihn in aufführungspraktischen Fragen beriet) war am 3. August 1900 abgeschlossen.
Elgar setzte in die Partitur die Widmung „A.M.D.G.“ (Ad maiorem Dei gloriam – Zum größeren Ruhm Gottes).

## Besetzung
Das Werk verlangt eine für die Spätromantik typische große Besetzung: 2 Flöten (2. auch Piccolo), 2 Oboen, Englischhorn, 2 Klarinetten, Bassklarinette, 2 Fagotte, Kontrafagott, 4 Hörner, 3 Trompeten, 3 Posaunen, Tuba, Pauken, Schlagwerk, Harfe, Orgel und Streicher, außerdem einen 4- bis 8-stimmigen Doppelchor und drei Vokalsolisten (Mezzosopran, Tenor und Bass). Ad libitum können eine weitere Harfe und 3 Trompeten hinzutreten.

## Inhalt und Aufbau
Newmans Gedicht – das Elgar aus aufführungspraktischen Gründen stark kürzte – beschreibt in einer Folge lyrischer und dramatischer Episoden den Weg einer Seele nach Verlassen des toten Körpers. Gemäß den Lehren der katholischen Kirche (Elgar war selbst Katholik) gelangt sie durch verschiedene Regionen des Jenseits, auch am Fegefeuer vorbei, geleitet von einem Schutzengel, um zuletzt die Herrlichkeit Gottes zu schauen.
The Dream of Gerontius ist zweiteilig angelegt, wobei jeder Teil mehrere Abschnitte umfasst. Die Aufführungsdauer beträgt ungefähr 95 Minuten (Teil 1 ca. 35 Minuten, Teil 2 ca. 60 Minuten).
Der erste Teil schildert die Todesstunde eines alten Mannes. Sein Name „Gerontius“ klingt an das griechische Wort geras, gerontos – „Greis“ an (vgl. Gerontologie). Nach einem längeren Instrumentalvorspiel drückt Gerontius (verkörpert durch den Solotenor) seinen Seelenzustand auf dem Sterbelager durch Gebete aus. Umgeben ist er von seinen Freunden, die ein Kyrie anstimmen und für die Errettung seiner Seele beten. Unterstützt werden sie von einem Priester (Bass), der feierlich den letzten Segen spendet.
Im zweiten, wesentlich umfangreicheren Teil trifft die Seele des Verstorbenen zunächst auf ihren Schutzengel (Mezzosopran). Vorbei an Dämonen, die um die Seelen der Toten kämpfen, und den die Seelen rettenden Engeln begegnet sie auch den klagenden Seelen im Fegefeuer. Zuletzt gelangt die Seele des Gerontius in die Gegenwart Gottes, wird nach Fürsprache des Todesengels (Bass) in einem einzigen Moment gerichtet (die Partitur vermerkt an dieser Stelle „For one moment, must every instrument exert its fullest force“) und nach der Reinigung im Fegefeuer unter die Gerechten aufgenommen.
Die einzelnen Abschnitte tragen folgende Titel:
Teil 1
1. Prelude
2. Jesu, Maria – I am near to death
3. Rouse thee, my fainting soul
4. Sanctus fortis, sanctus Deus
5. Proficiscere, anima Christiana

Teil 2
1. I went to sleep
2. It is a member of that family
3. But hark! upon my sense comes a fierce hubbub
4. I see not those false spirits
5. But hark! a grand mysterious harmony
6. Thy judgement now is near
7. I go before my Judge
8. Softly and gently, dearly-ransomed soul

## Musik
Ein Charakteristikum des Werks ist die Durchkomposition beider Werkteile, ein Kompositionsverfahren, das ebenso auf Richard Wagner verweist wie die Verwendung von Leitmotiven. Das Orchester wird in expressiver Weise eingesetzt und zum gleichberechtigten Partner des Chores. The Dream of Gerontius ist reich an melodischen Einfällen, aber auch kontrapunktische Mittel gelangen zu souveränem Einsatz (z. B. Doppelfuge des Dämonenchors im 2. Teil). Der Chor wird seinen verschiedenen Rollen entsprechend differenziert als einfacher Chor, Doppelchor oder antiphonal (Freunde, Dämonen, Engel – teils nur Frauenstimmen – und Seelen im Fegefeuer), passagenweise wird auch ein separater Chor (Semichorus) mit wenigen Sängern verwendet.
Der 1. Teil beginnt in d-Moll und endet in D-Dur, der 2. Teil beginnt in F-Dur und endet in D-Dur.

## Uraufführung und Rezeption
Die Uraufführung von The Dream of Gerontius fand am 3. Oktober 1900 beim Birmingham Triennial Music Festival unter Leitung von Hans Richter in der Birmingham Town Hall statt. Die Vokalsolisten waren Marie Brema, Edward Lloyd und Harry Plunket Greene. Wegen nicht ausreichender Probenzeit (das Notenmaterial kam spät, war fehlerhaft und Richter hatte den Schwierigkeitsgrad unterschätzt) geriet das Konzert zu einem katastrophalen Misserfolg. Trotz der unzureichenden Aufführung erkannte jedoch ein Teil der Kritiker die musikalischen Qualitäten des Werks. Julius Buths, Direktor des Niederrheinischen Musikfests, verfertigte eine deutsche Übersetzung, und in dieser Form wurde das Werk erfolgreich am 19. Dezember 1901 in Düsseldorf in Anwesenheit des Komponisten aufgeführt. Danach konnte es sich rasch durchsetzen und etablierte sich insbesondere in Großbritannien dauerhaft im Repertoire (auch wenn es anfangs kritische Stimmen seitens der Church of England gegen Elemente des stark katholisch geprägten Textes gab). Heute gilt es als eines der Hauptwerke Edward Elgars.